# Agence nationale pour la maîtrise de l'énergie
L'Agence nationale pour la maîtrise de l'énergie (ANME) est un établissement tunisien public à caractère non administratif fondé en 1985.
Placé sous la tutelle du ministère de l'Industrie, sa mission principale consiste à mettre en œuvre les politiques de l'État tunisien dans le domaine de la maîtrise de l'énergie, et ce par l'étude et la promotion de l'efficacité énergétique, des énergies renouvelables et de la substitution de l'énergie.